# الله نظر بلوچ
الله نظر بلوچ (بلوچی: اللہ نذر بلوچ ڈاکٹڑ) یکی از رهبران آزادیخواه بلوچ می‌باشد که رهبر یکی از گروه‌های شبه نظامی مخالف حکومت پاکستان هم می‌باشد.

## زندگی
الله نظر بلوچ در ۲ اکتبر سال ۱۹۶۸ تولد شد.